# Eleições europeias de 2019 em Setúbal

## Resultados Oficiais
| Partido                 | Partido                        | Votos   | %               | +/-   |
| ----------------------- | ------------------------------ | ------- | --------------- | ----- |
|                         | Partido Socialista             | 11 944  | 34,43 / 100,00  | 4,67  |
|                         | Coligação Democrática Unitária | 4 940   | 14,24 / 100,00  | 10,10 |
|                         | Bloco de Esquerda              | 4 290   | 12,37 / 100,00  | 6,10  |
|                         | Partido Social Democrata       | 4 047   | 11,67 / 100,00  | -     |
|                         | Pessoas–Animais–Natureza       | 2 359   | 6,80 / 100,00   | 4,20  |
|                         | CDS – Partido Popular          | 1 681   | 4,85 / 100,00   | -     |
|                         | LIVRE                          | 731     | 2,11 / 100,00   | 0,45  |
|                         | Aliança                        | 635     | 1,83 / 100,00   | Novo  |
|                         | Basta!                         | 625     | 1,80 / 100,00   | 1,00  |
|                         | Nós, Cidadãos!                 | 396     | 1,14 / 100,00   | Novo  |
|                         | Outros (com menos de 1,00%)    | 1 168   | 3,37 / 100,00   |       |
| Votos Inválidos         | Votos Inválidos                | 1 872   | 5,40 / 100,00   | 1,15  |
| Total                   | Total                          | 34 688  | 100,00 / 100,00 |       |
| Eleitorado/Participação | Eleitorado/Participação        | 104 645 | 33,15 / 100,00  | 0,33  |

## Resultados por Freguesia
Os resultados seguintes referem-se aos partidos que obtiveram mais de 1,00% dos votos:
| Freguesia                          | %     | %     | %     | %     | %    | %    | %    | %    | %    | %    | Votantes |
| Freguesia                          | PS    | CDU   | BE    | PSD   | PAN  | CDS  | L    | A    | B!   | NC!  | Votantes |
| ---------------------------------- | ----- | ----- | ----- | ----- | ---- | ---- | ---- | ---- | ---- | ---- | -------- |
| Azeitão (São Lourenço e São Simão) | 31,51 | 10,88 | 12,72 | 13,07 | 7,96 | 6,53 | 2,33 | 2,47 | 2,11 | 1,27 | 6 360    |
| Gâmbia-Pontes-Alto da Guerra       | 33,65 | 18,95 | 11,60 | 9,45  | 6,51 | 4,99 | 2,10 | 1,05 | 1,36 | 0,58 | 1 905    |
| Sado                               | 39,60 | 29,88 | 8,67  | 5,20  | 3,82 | 1,73 | 1,04 | 0,40 | 1,21 | 0,58 | 1 730    |
| São Sebastião                      | 36,60 | 15,70 | 12,87 | 8,83  | 6,89 | 3,40 | 1,89 | 1,50 | 2,20 | 1,02 | 12 568   |
| Setúbal                            | 33,11 | 11,52 | 12,31 | 15,14 | 6,57 | 5,89 | 2,38 | 2,16 | 1,39 | 1,37 | 12 125   |
| Setúbal                            | 34,43 | 14,24 | 12,37 | 11,67 | 6,80 | 4,85 | 2,11 | 1,83 | 1,80 | 1,14 | 34 668   |

#### Azeitão
| Partido                 | Partido                        | Votos  | %               | +/-  |
| ----------------------- | ------------------------------ | ------ | --------------- | ---- |
|                         | Partido Socialista             | 2 004  | 31,51 / 100,00  | 4,67 |
|                         | Partido Social Democrata       | 831    | 13,07 / 100,00  | -    |
|                         | Bloco de Esquerda              | 809    | 12,72 / 100,00  | 6,77 |
|                         | Coligação Democrática Unitária | 692    | 10,88 / 100,00  | 9,71 |
|                         | Pessoas–Animais–Natureza       | 506    | 7,96 / 100,00   | 5,24 |
|                         | CDS – Partido Popular          | 415    | 6,53 / 100,00   | -    |
|                         | Aliança                        | 157    | 2,47 / 100,00   | Novo |
|                         | LIVRE                          | 148    | 2,33 / 100,00   | 0,60 |
|                         | Basta!                         | 134    | 2,11 / 100,00   | 1,24 |
|                         | Nós, Cidadãos!                 | 81     | 1,27 / 100,00   | Novo |
|                         | Iniciativa Liberal             | 68     | 1,07 / 100,00   | Novo |
|                         | Outros (com menos de 1,00%)    | 149    | 2,33 / 100,00   |      |
| Votos Inválidos         | Votos Inválidos                | 366    | 5,76 / 100,00   | 1,95 |
| Total                   | Total                          | 6 360  | 100,00 / 100,00 |      |
| Eleitorado/Participação | Eleitorado/Participação        | 16 289 | 39,04 / 100,00  | 1,50 |

#### Gâmbia-Pontes-Alto da Guerra
| Partido                 | Partido                                         | Votos | %               | +/-   |
| ----------------------- | ----------------------------------------------- | ----- | --------------- | ----- |
|                         | Partido Socialista                              | 641   | 33,65 / 100,00  | 5,80  |
|                         | Coligação Democrática Unitária                  | 361   | 18,95 / 100,00  | 15,97 |
|                         | Bloco de Esquerda                               | 221   | 11,60 / 100,00  | 7,25  |
|                         | Partido Social Democrata                        | 180   | 9,45 / 100,00   | -     |
|                         | Pessoas–Animais–Natureza                        | 124   | 6,21 / 100,00   | 3,61  |
|                         | CDS – Partido Popular                           | 95    | 4,99 / 100,00   | -     |
|                         | LIVRE                                           | 40    | 2,10 / 100,00   | 0,52  |
|                         | Basta!                                          | 26    | 1,36 / 100,00   | 0,17  |
|                         | Partido Comunista dos Trabalhadores Portugueses | 25    | 1,31 / 100,00   | 1,01  |
|                         | Aliança                                         | 20    | 1,05 / 100,00   | Novo  |
|                         | Outros (com menos de 1,00%)                     | 51    | 2,68 / 100,00   |       |
| Votos Inválidos         | Votos Inválidos                                 | 121   | 6,35 / 100,00   | 0,76  |
| Total                   | Total                                           | 1 905 | 100,00 / 100,00 |       |
| Eleitorado/Participação | Eleitorado/Participação                         | 5 237 | 36,38 / 100,00  | 0,84  |

#### Sado
| Partido                 | Partido                                         | Votos | %               | +/-   |
| ----------------------- | ----------------------------------------------- | ----- | --------------- | ----- |
|                         | Partido Socialista                              | 685   | 39,60 / 100,00  | 10,89 |
|                         | Coligação Democrática Unitária                  | 517   | 29,88 / 100,00  | 13,46 |
|                         | Bloco de Esquerda                               | 150   | 8,67 / 100,00   | 4,79  |
|                         | Partido Social Democrata                        | 90    | 5,20 / 100,00   | -     |
|                         | Pessoas–Animais–Natureza                        | 66    | 3,82 / 100,00   | 2,76  |
|                         | Partido Comunista dos Trabalhadores Portugueses | 38    | 2,20 / 100,00   | 0,98  |
|                         | CDS – Partido Popular                           | 30    | 1,73 / 100,00   | -     |
|                         | Basta!                                          | 21    | 1,21 / 100,00   | 0,56  |
|                         | LIVRE                                           | 18    | 1,04 / 100,00   | 0,12  |
|                         | Outros (com menos de 1,00%)                     | 34    | 1,97 / 100,00   |       |
| Votos Inválidos         | Votos Inválidos                                 | 81    | 4,69 / 100,00   | 0,65  |
| Total                   | Total                                           | 1 730 | 100,00 / 100,00 |       |
| Eleitorado/Participação | Eleitorado/Participação                         | 4 711 | 36,72 / 100,00  | 4,35  |

#### São Sebastião
| Partido                 | Partido                                         | Votos  | %               | +/-   |
| ----------------------- | ----------------------------------------------- | ------ | --------------- | ----- |
|                         | Partido Socialista                              | 4 600  | 36,60 / 100,00  | 4,55  |
|                         | Coligação Democrática Unitária                  | 1 973  | 15,70 / 100,00  | 10,64 |
|                         | Bloco de Esquerda                               | 1 618  | 12,87 / 100,00  | 5,91  |
|                         | Partido Social Democrata                        | 1 110  | 8,83 / 100,00   | -     |
|                         | Pessoas–Animais–Natureza                        | 866    | 6,89 / 100,00   | 4,01  |
|                         | CDS – Partido Popular                           | 427    | 3,40 / 100,00   | -     |
|                         | Basta!                                          | 276    | 2,20 / 100,00   | 1,33  |
|                         | LIVRE                                           | 237    | 1,89 / 100,00   | 0,29  |
|                         | Aliança                                         | 189    | 1,50 / 100,00   | Novo  |
|                         | Partido Comunista dos Trabalhadores Portugueses | 144    | 1,15 / 100,00   | 1,39  |
|                         | Nós, Cidadãos!                                  | 128    | 1,02 / 100,00   | Novo  |
|                         | Outros (com menos de 1,00%)                     | 318    | 2,54 / 100,00   |       |
| Votos Inválidos         | Votos Inválidos                                 | 682    | 5,42 / 100,00   | 0,61  |
| Total                   | Total                                           | 12 568 | 100,00 / 100,00 |       |
| Eleitorado/Participação | Eleitorado/Participação                         | 44 541 | 28,22 / 100,00  | 1,19  |

#### Setúbal
| Partido                 | Partido                        | Votos  | %               | +/-  |
| ----------------------- | ------------------------------ | ------ | --------------- | ---- |
|                         | Partido Socialista             | 4 014  | 33,11 / 100,00  | 4,00 |
|                         | Partido Social Democrata       | 1 836  | 15,14 / 100,00  | -    |
|                         | Bloco de Esquerda              | 1 492  | 12,31 / 100,00  | 5,97 |
|                         | Coligação Democrática Unitária | 1 397  | 11,52 / 100,00  | 7,79 |
|                         | Pessoas–Animais–Natureza       | 797    | 6,57 / 100,00   | 4,06 |
|                         | CDS – Partido Popular          | 714    | 5,89 / 100,00   | -    |
|                         | LIVRE                          | 288    | 2,38 / 100,00   | 0,77 |
|                         | Aliança                        | 262    | 2,16 / 100,00   | Novo |
|                         | Basta!                         | 168    | 1,39 / 100,00   | 0,72 |
|                         | Nós, Cidadãos!                 | 166    | 1,37 / 100,00   | Novo |
|                         | Outros (com menos de 1,00%)    | 369    | 3,04 / 100,00   |      |
| Votos Inválidos         | Votos Inválidos                | 622    | 5,13 / 100,00   | 1,55 |
| Total                   | Total                          | 12 125 | 100,00 / 100,00 |      |
| Eleitorado/Participação | Eleitorado/Participação        | 33 867 | 35,80 / 100,00  | 0,42 |